# ФК „Иберия“ 1999
„Иберия 1999“ (на грузински: საფეხბურთო კლუბი საბურთალო) известен и като Иберия е професионален футболен отбор от град Тбилиси, Грузия.
Клубът е основан на 20 август 1999 г. Играе домакинските си мачове на стадион „Бендела“, който разполага с капацитет от 2000 места. Участник в Еровнули лигата – най-високото ниво на грузинския клубен футбол. Шампион за 2019 година. През февруари 2024 г. „Сабуртало“ променя името си на „Иберия 1999“.

## Успехи
- Еровнули лига
  -  Шампион (2): 2018, 2024
  -  Бронзов медал (1): 2019
- Купа Давид Кипиани:
  -  Носител (2): 2019, 2023
- Суперкупа на Грузия
  -  Носител (1): 2020
- Първа лига
  -  Шампион (1): 2014/15

## Известни играчи
- Валери Казаишвили
- Георги Чантурия
- Джемал Табидзе
- Давид Хочолава
- Бачана Арабули
- Лаша Тотадзе
- Лаша Двали